# Acyrthosiphon artibreve
Acyrthosiphon artibreve är en insektsart. Acyrthosiphon artibreve ingår i släktet Acyrthosiphon och familjen långrörsbladlöss. Inga underarter finns listade i Catalogue of Life.